# Benton, Kansas
Benton là một thành phố thuộc quận Butler, tiểu bang Kansas, Hoa Kỳ. Năm 2010, dân số của xã này là 880 người.

## Dân số
Dân số các năm:
- Năm 2000: 827 người
- Năm 2010: 880 người